# カメハメハ・デー
カメハメハ・デー（英語: Kamehameha Day）は、ハワイ王国を統一したカメハメハ大王を祝うアメリカ合衆国ハワイ州の祝日で、6月11日である。

## 概要
カメハメハ・デーは「キング・カメハメハ・デー」とも呼ばれ、カメハメハ大王を祝うハワイ州の祝祭日である。王国時代の1871年末にカメハメハ5世によって制定され、翌年から実施されている。1959年にハワイが州に昇格して最初に制定されたいくつかの州祝日のひとつである。
この日にはハワイ王国時代の伝統的な行事が行われる。オアフ島ホノルルでは、カメハメハ大王の像にはしご車を使って長いレイを掛ける行事があり、大規模なフローラル・パレードを行う。彼が生まれ育ったハワイ島でも同様な行事が行われ、合衆国首都ワシントンD.C.でもカメハメハ大王の像の複製が設置されているアメリカ合衆国議会議事堂ビジターセンターの啓蒙ホール（Emancipation Hall）で、簡単な行事が行われる。